# George Kerr
George Ezekiel Kerr, född 16 oktober 1937 i Hanover, Jamaica, död 15 juni 2012 i Saint Andrew, Jamaica, var en jamaicansk kort- och medeldistanslöpare. 
George Kerr deltog i tre olympiska spel mellan 1956 och 1964. Vid spelen 1960 i Rom tävlade han för Brittiska Västindien, som bestod av tävlande från Trinidad och Tobago, Barbados och Jamaica. 
Vid spelen 1956 i Melbourne tävlade Kerr i stafett på 4x400 meter och 400 meter. Han åkte ut i kvartsfinalen på 400 meter och kom sist i stafettens final. Fyra år senare, i Rom, bytte Kerr ut 400 meter mot 800 meter. Det resulterade i ett brons. Han var även med och vann brons på stafetten tillsammans med Mal Spence, Jim Wedderburn och Keith Gardner. Ytterligare fyra år senare, i Tokyo, var Kerr nära att försvara sina medaljer. På 800 meter slog han olympiskt rekord i semifinalen och i finalen var han en tiondel långsammare än hans tidigare rekord, vilket gav honom en fjärdeplats. Han missade bronset med en tiondels sekund. På stafetten missade det jamaicanska laget också medalj och Kerr fick en andra fjärdeplats. 
På panamerikanska spelen 1959 i Chicago vann han guld på 400 meter. I Centralamerikanska och karibiska spelen 1962 i Kingston vann han guld på både 400 och 800 meter.
Kerr har vunnit tre medaljer vid samväldesspelen. 1962 i Perth vann han guld på 440 yards och silver på 880 yards. 1966, då i Kingston, vann han ett brons på 880 yards, vilket blev hans sista internationella mästerskapsmedalj.